# Phoroncidia maindroni
Phoroncidia maindroni là một loài nhện trong họ Theridiidae.
Loài này thuộc chi Phoroncidia. Phoroncidia maindroni được Eugène Simon miêu tả năm 1905.